# Wybory do Parlamentu Europejskiego w Szwecji w 2004 roku

Wyniki wyborów według gmin

Wybory do Parlamentu Europejskiego VI kadencji w Szwecji odbyły się 13 czerwca 2004. Szwedzi wybrali 19 europarlamentarzystów. Frekwencja wyborcza wyniosła 37,85% i była o 1% niższa niż w poprzednich eurowyborach.
Wybory przyniosły spadek poparcia dla wszystkich tradycyjnych partii na szwedzkiej scenie politycznej. Jedynie nowo utworzona eurosceptyczna Lista Czerwcowa zdobyła 14,5% głosów i 3 mandaty w Europarlamencie.

## Wyniki wyborów
| Lista wyborcza                                 | Partia europejska | Głosy     | %     | Mandaty | Zmiana |
| ---------------------------------------------- | ----------------- | --------- | ----- | ------- | ------ |
| Szwedzka Socjaldemokratyczna Partia Robotnicza | PES               | 616 963   | 24,6% | 5       | −1     |
| Umiarkowana Partia Koalicyjna                  | EPL               | 458 398   | 18,3% | 4       | −1     |
| Lista Czerwcowa                                | EUDemocrats       | 363 472   | 14,5% | 3       | +3     |
| Partia Lewicy                                  | NGL               | 321 344   | 12,8% | 2       | −1     |
| Ludowa Partia Liberałów                        | ELDR              | 247 750   | 9,9%  | 2       | −1     |
| Partia Centrum                                 | ELDR              | 157 258   | 6,3%  | 1       | ±0     |
| Partia Zielonych                               | Zieloni/WSE       | 149 603   | 6,0%  | 1       | −1     |
| Chrześcijańscy Demokraci                       | EPL               | 142 704   | 5,7%  | 1       | −1     |
| Sverigedemokraterna                            |                   | 28 303    | 1,1%  | 0       | ±0     |
| pozostali                                      |                   | 26 274    | 1,1%  | 0       | ±0     |
| głosy puste i nieważne                         |                   | 72 395    |       |         |        |
| Razem                                          |                   | 2 584 464 | 100%  | 19      | –3     |